# Giovanni Pascoli
Giovanni Pascoli (31. prosince 1855 — 6. dubna 1912) byl italský pozdně secesní básník převážně tvořící ve stylu dekadence. Jako literární vědec a profesor literatury na Univerzitě v Bologni proslul zejména svými pracemi o Dante Alighierim.